# Station Canterbury West
Canterbury West is een spoorwegstation van National Rail in Canterbury, Canterbury in Engeland. Het station is eigendom van Network Rail en wordt beheerd door Southeastern. Het station is geopend in 1846.

## Regionale hogesnelheidstrein
- 1x per uur Regionale hogesnelheidstrein Londen St Pancras - Statford International - Ebbsfleet International - Ashford International - Canterbury West - Ramsgate - Broadstairs - Margate

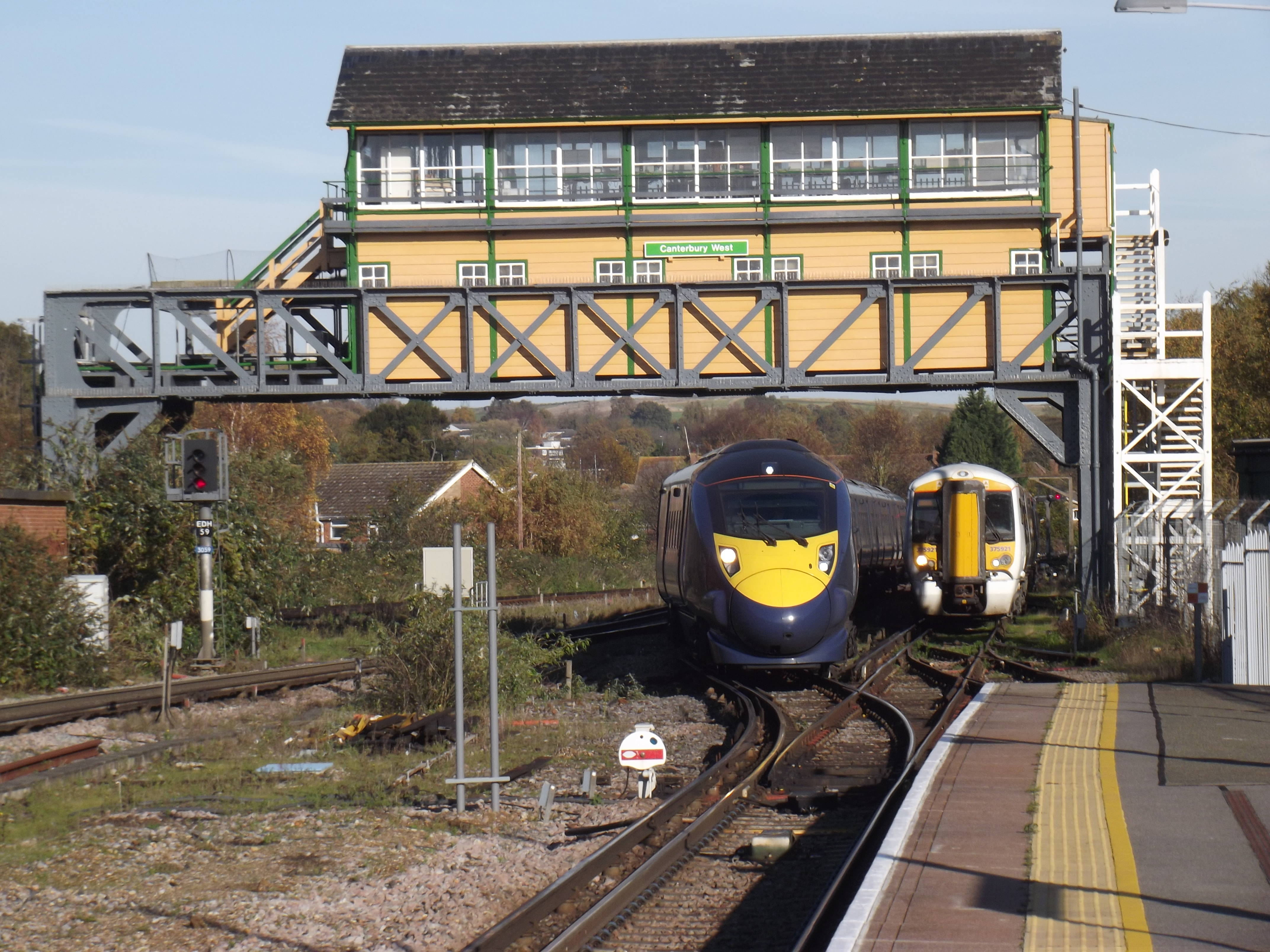
Seinhuis